# Єфимовська сільська рада
Єфи́мовська сільська рада (рос. Ефимовский сельский совет) — сільське поселення у складі Курманаєвського району Оренбурзької області Росії.
Адміністративний центр та єдиний населений пункт — село Єфимовка.

## Населення
Населення — 1139 осіб (2019; 1303 в 2010, 1595 у 2002).